# Ruta de Illinois 91
La Ruta de Illinois 91, y abreviada IL 91 (en inglés: Illinois Route 91) es una carretera estatal estadounidense ubicada en el estado de Illinois. La carretera inicia en el sur desde la US 150     en Peoria hacia el norte en la US 34  , IL 78   en Kewanee. La carretera tiene una longitud de 65,5 km (40.72 mi).

## Mantenimiento
Al igual que las autopistas interestatales, y las rutas federales y el resto de carreteras estatales, la Ruta de Illinois 91 es administrada y mantenida por el Departamento de Transporte de Illinois por sus siglas en inglés IDOT.

## Cruces
La Ruta de Illinois 91 es atravesada principalmente por la  IL 174     en Peoria
 IL 90     en Edelstein
 IL 90     en Princeville
 IL 17     en Wyoming
 IL 17     en Toulon
 IL 93     en Elmira.